# Evgenij Pesegov
Evgenij Valentinovič Pesegov (in russo Евгений Валентинович Песегов?; Krasnojarsk, 21 febbraio 1989) è un calciatore russo, centrocampista del Leningradec.

## Caratteristiche tecniche
È un centrocampista centrale.

## Carriera
Il 30 ottobre 2009 ha debuttato in Prem'er-Liga disputando con il Kryl'ja Sovetov Samara l'incontro perso 4-1 contro il Rubin. Negli anni successivi ha giocato in seconda e terza divisione ed è tornato a disputare un incontro di Prem'er-Liga solo nel 2019 con la maglia del Soči. 
Nella stagione 2019-2020 ha vinto il suo primo titolo in carriera, conquistando la PFN Ligi con il Rotor.

## Palmarès

### Club

#### Competizioni nazionali
- Campionato russo di seconda divisione: 1

Rotor: 2019-2020